# Mestosoma huallagae
Mestosoma huallagae är en mångfotingart som först beskrevs av Chamberlin 1955.  Mestosoma huallagae ingår i släktet Mestosoma och familjen orangeridubbelfotingar. Inga underarter finns listade i Catalogue of Life.